# Sant Maurise e Navacèlas
Sant Maurise de Navacèlas (en francès Saint-Maurice-Navacelles) és un municipi occità del Llenguadoc, situat al departament de l'Erau i a la regió d'Occitània.